# Легендарные и альтернативные версии судьбы Жанны д’Арк

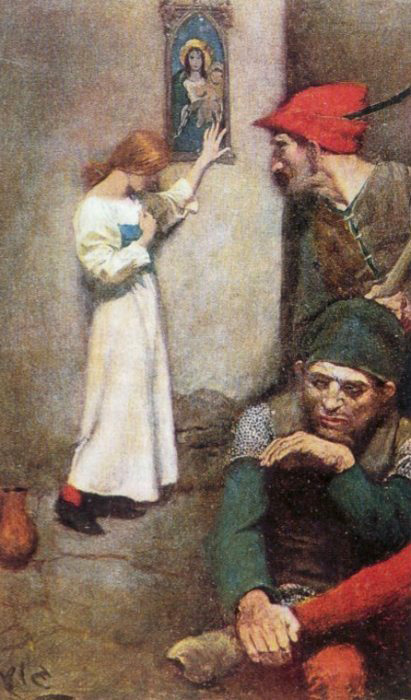
Говард Пайл. «Жанна д’Арк в тюрьме»

Легендарные и альтернативные версии судьбы Жанны д’Арк — многочисленный ряд легенд и исторических реконструкций, некоторые из них известны с XV века. Предания о спасении Жанны д’Арк имеют в своей основе легенды, которые появились вскоре после свершения казни в Руане, когда уже часть современников сомневалась, что на костре погибла именно она. Неясности и расхождения в официальных документах и сообщениях хроник привлекли внимание некоторых исследователей — «бастардистов», — утверждающих, что Жанна является незаконнорождённой принцессой, и «сюрвивистов», настаивающих на том, что она была спасена. Сторонники альтернативных («новых») версий жизни национальной героини Франции предлагают свои гипотезы её происхождения, миссии и «спасения», которые отвергаются современной академической наукой.

## Основания. Разночтения и сложности в реконструкции биографии Жанны

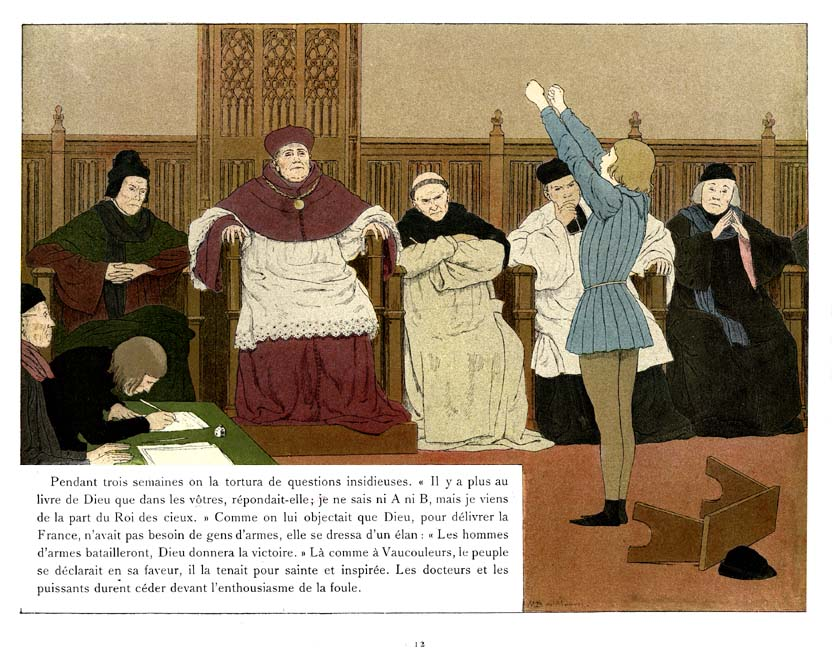
Жанна при дворе дофина рассказывает свою биографию. Илл. к детской книге, начало XX века

О Жанне д’Арк, вероятно, известно больше, чем о любом другом человеке XV века, вместе с тем в её биографии больше лакун и несоответствий, чем в биографии кого-либо из её современников. Самым полным сводом сведений о Жанне были, несомненно, записи её ответов парламентариям и теологам в Пуатье. Допрос девушки вёлся по поручению, данному дофином Карлом после его свидания с Жанной в Шиноне, и проходил более месяца — весь март и первую неделю апреля 1429 года. От его результатов зависело решение партии дофина — стоит ли доверять девушке командование войсками, которые будут противостоять англичанам. Однако протокол допроса, в научной среде получивший название «Книга Пуатье», не сохранился и известен исследователям лишь по ссылкам на него в материалах двух процессов Жанны д'Арк — 1430—1431 годов (инквизиционного) и 1455—1456 годов (реабилитационного).

## Гипотеза бастардистов

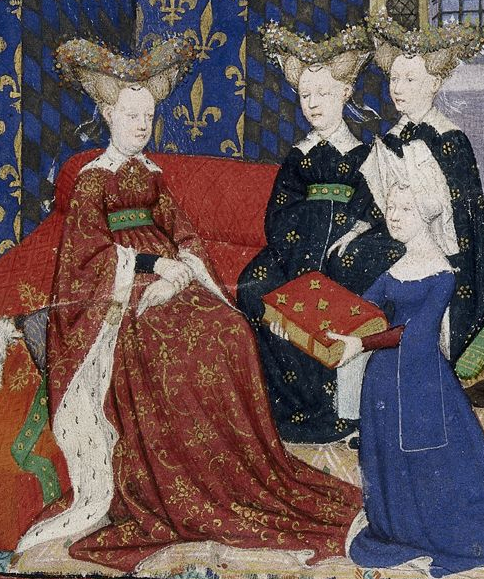
Изабелла Баварская, которой подносит своё сочинение Кристина Пизанская

### Дочь королевы
Старые легенды о благородном происхождении Жанны в XX веке получили вид научной гипотезы.
Версия о королевском происхождении Жанны была выдвинута супрефектом Бержерака Пьером Казом ещё в 1805 году. Якобы она была внебрачной дочерью герцога Людовика Орлеанского и королевы Изабеллы Баварской и родилась в ноябре 1407 года.
След незаконнорождённой принцессы бастардисты (так в историографии стали называть сторонников королевского происхождения героини Франции) находят в старинных хрониках. Сведения о ребёнке Изабеллы Баварской, появившемся на свет 10 ноября 1407 года во дворце Барбетт, разнятся. Он прожил от нескольких часов до суток и был похоронен в усыпальнице Сен-Дени. Ангерран Монстреле (служивший у герцога Бургундского) и Гийом Кузино (приближённый одного из союзников Людовика Орлеанского) отмечают факт его рождения, но не упоминают его пола. В «Хрониках Сен-Дени» страницы с записями, относящимися к этому времени, утрачены, и только через полстолетия в них были занесены строки о рождении у Изабеллы сына, названного Филиппом, его смерти и его погребении. В записи отсутствуют обязательные для такого случая сведения о проведённых церковных службах, церемонии похорон и надписи, выполненной на могиле. Клод де Вилларе во втором издании «Всеобщей истории Французского королевского дома» (1764) говорит о том, что это был мальчик по имени Филипп. В издании «Всеобщей истории…» (1770), вышедшем через четыре года после смерти Вилларе, речь идёт уже о девочке Жанне, в следующем, четвёртом, — снова о девочке. Однако авторы «Всеобщей истории…» не связывают эту девочку с Жанной д’Арк.
Доказательством того, что Жанна была дочерью Людовика Орлеанского, бастардисты считают также то обстоятельство, что она была известна под именем Орлеанской Девы якобы ещё до освобождения Орлеана. Жак Желю, архиепископ Амбрёнский в своём сочинении «Мадемуазель д’Орлеан», обращённом к Карлу VII и написанном весной 1429 года, то есть накануне освобождения Орлеана, уже называет её Орлеанской Девой. Однако это может быть также результатом неверной датировки документа или более поздней его корректировки, при которой было добавлено имя «Орлеанская Дева». Так, В. И. Райцес отмечает, что Жанна впервые именуется «Орлеанской Девой» в тексте 1555 года. Это имя вскоре вытеснит все другие прозвания, под которыми она была известна — в 1576 году о Жанне уже пишут «именуемая обычно Орлеанской девой».
Обстоятельства появления Жанны в Шиноне, где она была принята самыми высокопоставленными лицами, когда ей были выделены слуги, назначена свита, где она имела право разворачивать боевой стяг (привилегия сеньоров-баннеретов), её умение владеть оружием — всё это сторонники альтернативной версии считают подтверждением её королевского происхождения.
В 1934 году католический историк, почётный гражданин Ватикана и друг папы Пия XI Эдуард Шнейдер во время работы в Ватиканской библиотеке, по его словам, обнаружил так называемую «Книгу Пуатье» — запись вопросов церковной комиссии, назначенной королём в 1429 году, и ответов Жанны Девственницы. Шнейдер утверждал, что комиссия не верила в существование «голосов» и не признавала Жанну «посланницей Бога». Король послал в Домреми двух монахов для проведения расследования. В их отчёте говорилось, что все жители Домреми утверждали, будто Жанна — дочь Изабеллы Баварской и Людовика Орлеанского. Шнайдер, глубоко верующий католик, в частных беседах уверял, что его заставили дать клятву о неразглашении этих сведений:

…ибо в этом случае разрушилась бы мистическая легенда, созданная королевской семьёй для сокрытия этого незаконного рождения, которое доказывало, что и дофин был тоже незаконнорождённым ребёнком…
— Жерар Песм из письма от 4 июня 1972 года папе Павлу VI.
Вероятно, власти Ватикана не были заинтересованы в прояснении этого вопроса: историк Жерар Песм обратился к папе с просьбой разрешить поиски «Книги Пуатье» в архивах Ватикана, но ответа так и не получил, хотя ещё более вероятно, что его письмо было просто проигнорировано.
По представлениям того времени, девственница могла служить одним из наиболее подходящих орудий возвещения воли Господа. Поэтому в 1429 году в Шиноне Жанну подвергли обследованию, и провели его в присутствии двух королев: Марии Анжуйской и Иоланды Арагонской. В 1431 году в Руане на таком же обследовании Жанны присутствовала герцогиня Бедфордская. Сословные различия в средневековом обществе были настолько велики, что трудно поверить, будто подобной чести удостоилась простая девушка.
Существуют документы XVII века, подтверждающие наличие герба у семьи д’Арк. Но подлинность их далеко не безусловна, и «традиционалисты» возражают, что королю незачем было присваивать Жанне аристократическую фамилию и собственный герб, если бы у её семьи уже был свой, как утверждают сторонники «новой версии».

### Происхождение семьи д’Арк
Сторонники альтернативной версии считают, что Изабелла опасалась мести обманутого мужа, и именно поэтому ребёнок от внебрачной связи был подменён другим младенцем и отдан в семью д’Арк. Чтобы объяснить, почему дитя королевы было доверено д’Аркам, они утверждают, что д’Арки не были простыми землепашцами. Жак д’Арк (предполагаемый отец Жанны) родился в 1375 году в Сеффоне (Шампань) и принадлежал к ветви д’Арков, которая разорилась в результате войны и моровой язвы и временно утратила дворянское достоинство. В 1419 году д’Арк был старостой Домреми, подчиняясь непосредственно местному прево, откупщиком и главой местного ополчения. Об уровне доходов семьи говорит то, что он владел «двадцатью гектарами земли, из которых 12 составляла пашня, четыре — луга, и ещё четыре — леса», лошадьми и достаточно большим стадом овец и коров, а в 1419 году приобрёл в пользование замок Иль (ныне разрушенный). Историк Режин Перну, основатель и первый директор Орлеанского центра Жанны д’Арк, настаивала на том, что Жанна происходила из зажиточной крестьянской семьи. 
Бастардисты указывают на то, что в фамилии отца Жанны присутствовала «аристократическая» частица «д’», на что «традиционалисты» с готовностью возражают, что «аристократизм» её появился два века спустя. Во времена Столетней войны у дворян не было специальных приставок к фамилии, а частица «де» всего лишь указывала на то место, откуда человек был родом.
Действительно, во Франции имеются два городка, частью названия которых служит слово «арк» — это Арк-ан-Барруа (департамент Верхняя Марна, Шампань, в шести милях от Шомона) и Арк-ан-Тий (в современном департаменте Кот-д’Ор, недалеко от Дижона). Сторонники «новой версии» возводят фамилию д’Арк к якобы существовавшему гербу с изображением лука (фр. arc) и стрел, однако этот герб был придуман гораздо позднее. При жизни Жанны ни она сама, ни её окружение фамилию д’Арк по отношению к ней не употребляли, Жанна именовалась «Жанной-Девой». Впервые фамилия д’Арк появляется в декабре 1429 года в грамоте аноблирования (то есть возведения в дворянство) Жанны и её родных, так как для получения дворянства было необходимо указать фамилию. Вторично д’Арк появляется в материалах оправдательного процесса, прошедшего в 1455—1456 годах.
В разных документах и хрониках того времени присутствуют различные варианты написания искомой фамилии — Дарк, Тарк, Тард, Даркс, Дар, Дай, Дей — последние, как считается, обязаны своим происхождением лотарингскому диалекту, в котором практически исчезает «р», и записью фамилии на слух. В любом случае выбрать единственно «правильный» вариант не представляется возможным, современная запись является всего лишь данью традиции, тем более что в XV веке апостроф в написании фамилий вообще не использовался.
Специально проведённые генеалогические исследования тоже ничего не дали, во Франции того времени фамилия д’Арк была достаточно распространённой: её носили крестьяне, священники, горожане, дворяне. Так, некая Жанна д’Арк упоминается как получившая вознаграждение от короля Карла VI, и она не имела никакого отношения к семье Жанны.

### Герб
Де Булетье и де Бро ссылаются на «показания», данные Шарлем дю Лис, праправнука брата Жанны Пьера, бывшим в начале XVII века генеральным адвокатом двора, который говорит о некоем Жане дю Лис, епископе Арраса, что тот
…сохранил древний герб семьи Дарк, бывший у его предка Жака д’Арк, отца Девы, который представлял собой натянутый лук и три стрелы, увенчанный шлемом с навершием оруженосца и львом в верхней части главы, происходящим от провинции, в которой король указал ему жить.

Предполагаемый герб семьи д’Арк (современная реконструкция)

Также существует жалованная грамота, выданная Жану дю Лис в 1612 году, в которой отмечено, что
Указанному Жану, согласно его желанию, носить фамилию Дюлис, оставив за собой герб его предков д’Арк, который есть щит с лазурным полем, и на нём натянутый лук, обращённый впрям, и с ним три скрещённые стрелы, остриями нацеленные вверх, из которых две золотые, с серебряными остриями и опереньем, и одна — серебряная, с золотым остриём и опереньем, в верхней части главы — шествующий лев.

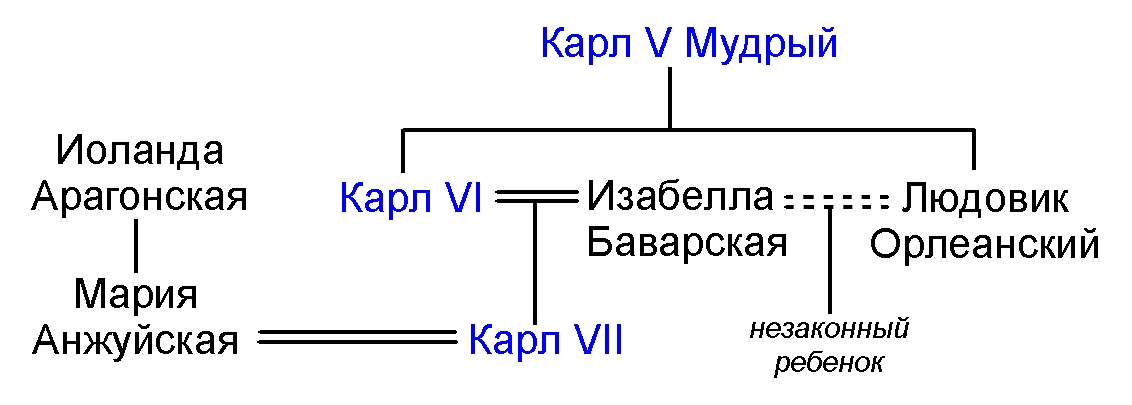
Схема, иллюстрирующая альтернативную версию о «королевском» происхождении Жанны д’Арк

Мать (приёмная, по мнению сторонников королевского происхождения) Жанны, Изабелла де Вутон, по прозвищу Роме, происходила из семьи, связанной родственными узами с аристократическими семействами Бово, Неттанкур, Людр, Армуаз.
Герб содержит, по мнению некоторых исследователей, корону принцев крови, то есть герб подтверждал происхождение Жанны от принца королевского дома. Другие склонны считать меч, изображённый на гербе, так называемой «тёмной полосой незаконнорождённости» (такая была в гербе Бастарда Орлеанского), однако в геральдике меч никогда не символизировал «тёмной полосы».

### Дочь короля

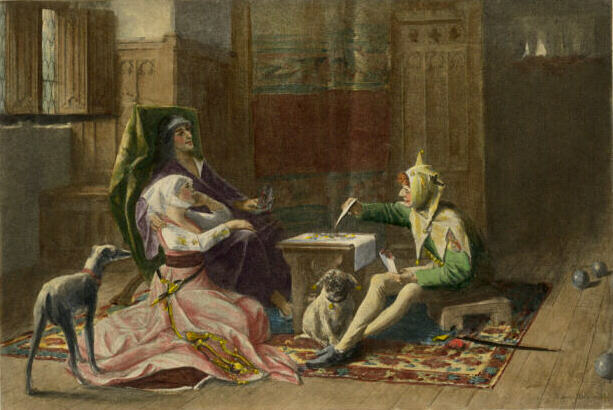
Карл и Одетта играют в карты с шутом

Версия, что Жанна была на самом деле незаконной дочерью королевы, несла в себе трудноразрешимые противоречия.
Если она верна, то и сама Жанна, дававшая показания во время процесса в Руане, а также её мать и все жители Домреми, которые под присягой на Евангелии на оправдательном процессе утверждали, что Жанна родилась в Домреми в семье Жака Дарка и Изабель Роме, совершили клятвопреступление. Нарушение клятвы на Евангелии по средневековым представлениям означало гарантированную гибель души и попадание в ад.
Кроме того, Изабелла Баварская относилась к ней откровенно враждебно. И у дофина, узнавшего о происхождении Жанны, должны были скорее усилиться сомнения касательно его законнорождённости.
Поэтому, как ещё одно предположение, была выдвинута гипотеза, что Жанна была незаконной дочерью короля Карла VI Безумного от его фаворитки Одетты де Шамдивер. Согласно этой версии, настоящим именем Жанны было Маргарита де Валуа. Она родилась во дворце полубезумного короля в 1407 году, и он воспитывал её как воина для самозащиты, так как два его сына были убиты сторонниками Луи Орлеанского, а «незаконный» Карл никак не подходил на эту роль. Далее, как и в первой версии, был разыгран спектакль о «вмешательстве Божьем», но в конечном итоге, когда Жанна сыграла свою роль, её потребовалось скрыть от посторонних глаз, что и было успешно сделано.
Эта версия также ничем не обоснована, по признанию, например, того же М. Лами, и опять же предполагает всеобщее лжесвидетельство на оправдательном процессе.

### Возраст
Одним из ключевых моментов в гипотезе бастардистов является вопрос о возрасте Жанны. Принято считать, что она родилась около 1412 года, но существует множество сомнений в верности этой даты. Ангерран де Монстреле, придворный хронист герцога Бургундского, видевший её в заключении в 1430 году, сообщает, что «ей около 20 лет или более того» (согласно традиционной версии, ей должно было быть не более 18). Тот же возраст иногда называется в хрониках, что с большой натяжкой можно объяснить небрежностью писцов. Известно, что Жанне в 1428 году пришлось предстать перед судом в Туле по обвинению в отказе от замужества, к которому её принуждал отец. В Туль она приехала, по её же словам, одна из Нефшато, где проживала в то время. Шестнадцатилетнюю девушку сложно представить путешествующей в одиночестве по весьма небезопасным дорогам, но, что особенно важно, по законам Лотарингии она не могла бы самостоятельно защищать свои права, так как была ещё несовершеннолетней.
Сама Жанна при первом допросе во время инквизиционного процесса в Руане 21 февраля 1431 года заявила, что ей 19 лет; на следующий день на вопрос, в каком возрасте она покинула дом отца, ответила, что не знает, сколько ей лет. При дворе дофина Карла в 1429 году, как об этом свидетельствуют хроники, она же утверждала, что ей «три раза семь лет» — таким образом, год её рождения 1407—1408.
Перед тем как начать процесс реабилитации Жанны, Карл VII отправил на её родину своих представителей для выяснения её возраста, однако в Домреми не велась церковная книга, и посланцы вернулись ни с чем.
На том, что Жанна появилась на свет в 1407 году, настаивают бастардисты. Традиционно принятый годом рождения Жанны 1412 не устраивает их, так как разрушает всю гипотезу о её родственной связи с королевским домом.

### «Голоса»

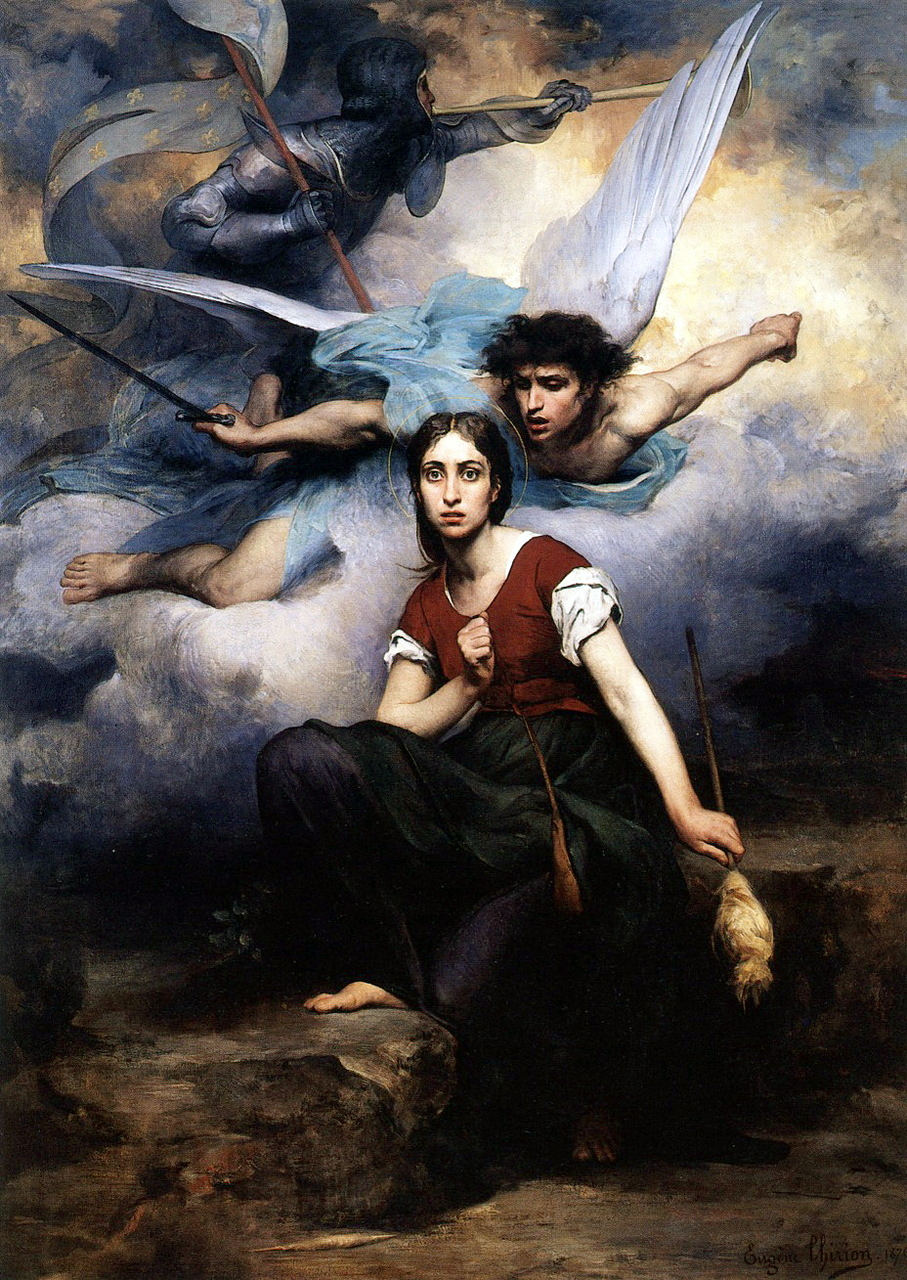
«Явление архангела Михаила Жанне д’Арк», картина Эжена Тириона (1876)

Природа «голосов святых», которые по собственным утверждениям слышала Жанна, является одним из спорных моментов академической версии. Что касается Церкви, то и современные, и средневековые авторы, считавшие Жанну освободительницей Франции, единодушны в том, что ей на самом деле являлась «воля неба».
Материалистически настроенные сторонники традиционной версии указывают, что миссия Жанны, указанная ей «святыми», — освобождение Орлеана, коронация дофина в Реймсском соборе, изгнание англичан, освобождение из плена Карла Орлеанского, — удалась только частично, и в своих работах они либо не касаются природы «голосов», либо считают их результатом галлюцинации. Так, В. И. Райцес пишет: «Её интеллект формировался под влиянием народных религиозно-мистических представлений. Жанне казалось, что она слышит и видит святых. Здесь имело место самовнушение, работа расстроенного религиозной мистикой и потому особенно пылкого воображения». Поборники альтернативной версии объясняют феномен «голосов» тем, что это было частью политической игры. Некоторые же из них, например, Робер Амбелен, считают, что Жанна как отпрыск королевского семейства, в котором часто совершались близкородственные браки, была подвержена галлюцинациям.
Сторонники версии о политической интриге (получившей в литературе название «операция "Пастушка"»), целью которой было появление Жанны и её привлечение на сторону дофина Карла, со своей стороны указывают, что «голоса» обладали странной осведомлённостью. Примером этому может послужить история с мечом, который Жанне «голосами» было приказано найти в церкви св. Екатерины во Фьербуа и использовать его в сражениях: этот меч действительно был обнаружен в указанном месте. 

### Военная карьера
Известно, что ко двору дофина не раз являлись люди, утверждавшие, что они «посланы небом для спасения Франции», но только Жанну сопровождал военный эскорт, причём путешествие осуществлялось за счёт королевской казны. Известно также, что первой остановкой на её пути был Вокулёр, где Робер де Бодрикур, местный прево, вначале принял её с недоверием и пожелал отдать на потеху своим солдатам. Впоследствии же что-то побудило его изменить своё первоначальное мнение и помочь никому не известной крестьянке добраться до Шинона. Сторонники «новой версии» полагают, что таков был прямой приказ королевы Иоланды, при дворе которой состоял близкий родственник де Бодрикура, Луи де Бово. Общепринятая версия объясняет изменение в поведении де Бодрикура растущей популярностью Жанны. Она прожила в Вокулёре достаточно долго и сумела склонить на свою сторону общественное мнение и нескольких рыцарей, предложивших ей свою помощь.
Тот же Бодрикур добыл для неё охранную грамоту Карла Лотарингского, а самого герцога, как считается, Жанна при встрече подвергла самой суровой критике за его измену Орлеанскому дому.
По воспоминаниям Жана де Новлопона, в разговоре с ним Жанна будто бы заявила «Никто в мире — ни король, ни герцог, ни дочь короля Шотландии, ни кто-либо другой — не сможет возвратить французское королевство». Переговоры о женитьбе дофина Людовика на Маргарите, дочери Якова Шотландского, начались летом 1428 года и сохранялись в полной тайне. Разговор, если верить де Новлопону, состоялся в начале следующего года. Таким образом, нужно либо предполагать вслед за традиционалистами, что, несмотря на предосторожности, сведения просочились, либо поверить, что Жанна обладала даром предвидения, либо считать вслед за сторонниками «теории заговора», что Жанну кто-то специально снабжал государственными секретами.

### Миссия Жанны

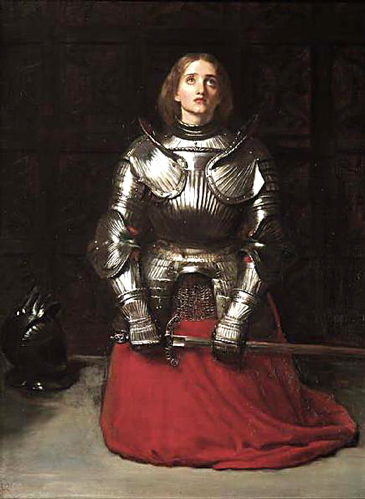
Джон Эверетт Милле. «Жанна д’Арк»

С давних времён существует версия о неслучайности появления Жанны при дворе будущего Карла VII.

Было ли сие дело рук божеских или человеческих? Затруднительно было бы для меня решать это. Иные мыслят, что коль скоро раскол воцарился между знатными людьми сего королевства ввиду успехов англичан, когда ни те, ни другие не хотели допускать, чтобы стал среди них наиглавнейший, то некто среди них, мудрейший в отличие от прочих, замыслил сей выход, заключавшийся в том, чтобы допустить, будто эта Девственница была ниспослана Господом, чтобы взять на себя это верховенство в делах. Ни один человек не осмелился бы уклониться от воли Господней. Таким образом, ведение войны было якобы доверено Девственнице, равно как и главенство над ратью.
— «Мемуары» папы Пия II.
Существует предположение, что за кулисами этой истории стояла тёща дофина Иоланда Анжуйская, которая в течение многих лет имела огромное влияние на своего слабовольного зятя. Дофин Карл, согласно слухам, пущенным англичанами, незаконнорождённый, отстранённый от наследования престола ещё в 1420 году Карлом VI, весьма нуждался в расположении общественного мнения в свою пользу.
С точки зрения сторонников «новой версии», начало истории Жанны было по сути своей «заговором двух королев», которые в 1407 году имели общие интересы, но позднее порвали друг с другом. Известно, что Иоланда была на тот момент одним из самых влиятельных во Франции политиков и дипломатов — позиция, которую она не выпустила из рук до самой смерти. Кроме того, она занимала высшие посты в третьем францисканском ордене. Карл VII в дальнейшем, засылая в пограничные города и замки своих шпионов, использовал среди них францисканских монахов («кордельеров», как их называли во Франции), из чего делается вывод, что начало «монашеской сети» было положено королевой Иоландой.
Также она заложила основу и весьма результативно использовала так называемый «летучий батальон любви» — юных привлекательных фрейлин, которых по необходимости определяла в любовницы при бургундском и лотарингском дворах. Сторонники «новой версии» полагают, что именно она подала королеве идею определить в любовницы и сиделки к безумному королю Одетту де Шамдивер, она же помогла пристроить последнего ребёнка королевы от Людовика Орлеанского. Связь эта уже не скрывалась, так что «узаконить» ребёнка практически не было возможности. Обращают внимание, что, будучи на четвёртом месяце беременности, королева всё же наведалась в отель Сен-Поль, где в это время жил безумный Карл VI.
Сторонники «новой версии» полагают, что наперсницей королевы в этом вопросе выступила некая фрейлина королевы по имени Жанна, вдова Юда де Реси, вышедшая замуж за Николя д’Арка, которого в свою очередь отождествляют с братом Жака д’Арка из Домреми. Так это или нет, неизвестно, но существуют документы, подтверждающие, что некая Жанна д’Арк (как считают сторонники «новой версии», фрейлина) действительно посетила резиденцию короля отель Сен-Поль и преподнесла Карлу несколько цветочных венков, за что была вознаграждена деньгами. Следы этого события можно обнаружить в счётных книгах, где сказано: «Воскресенье, 21 дня июня 1407 года по приказу короля выдано бедной женщине Жанне д’Арк за преподнесённые ему венки, указанным сеньором деньги в количестве 18 солей». Опять же, сторонники «новой версии» полагают, что позднее эта Жанна выступила в роли крёстной Жанны Девственницы.
Родившийся ребёнок немедленно был объявлен умершим, а на самом деле спрятан. Сторонники «новой версии» указывают, что по усопшему не было отслужено мессы, а в хрониках аббатства Сен-Дени страницы, соответствующие этому времени, странным образом отсутствуют. Окончательное решение об отправке дочери королевы в Домреми было принято из-за убийства её отца. Выбранное место, по их мнению, было идеальным, так как находилось под управлением королевы Иоланды. Со своей стороны, сторонники общепринятой версии отмечают, что деревня у самой лотарингской границы никоим образом не могла считаться надёжной — девочку могли похитить в любой момент.
В свете «новой» версии голоса, которые слышала Жанна с тринадцати лет, объявляются умелой инсценировкой, в которую была вовлечена экзальтированная девушка. Исследователи предполагают, что «дамы де Бурлемон» (Жанна де Бофревиль и Агнесса Жуанвиль), которые якобы были знакомы с Жанной в пору её юности, были агентами Третьего францисканского ордена и «взяли на себя роль святой Екатерины и святой Маргариты».

На процессе в Руане в ответ на вопросы судей она утверждала, что не только видела и слышала своих святых, но и обнимала их (так, как обнимают рыцаря при посвящении).

«Традиционалисты» не отрицают, что Жанна прекрасно знала политическую ситуацию, обстановку при дворе Карла VII, была в курсе обычаев двора, имела понятие о географии, военном деле, хотя это кажется маловероятным для девушки, никогда прежде не покидавшей Домреми. В то же время по Франции распространялись слухи о появлении Девы из Лотарингии, которая спасёт страну. Ещё 12 февраля 1429 года граф Дюнуа в осаждённом Орлеане сказал своим солдатам о том, что «Дева, явившаяся с лотарингской границы», освободит город

Вся история с Орлеанской Девственницей была всего лишь политической хитростью, изобретённой придворными Карла VII <…> Всё, что читается у обыкновенных историографов Орлеанской Девственницы, — всего лишь роман, во всём этом не больше правдоподобия, чем в россказнях о папессе Иоанне.
— Кардинал Мазарини. Рукопись № 1999, документ № 1 из Библиотеки имени Мазарини

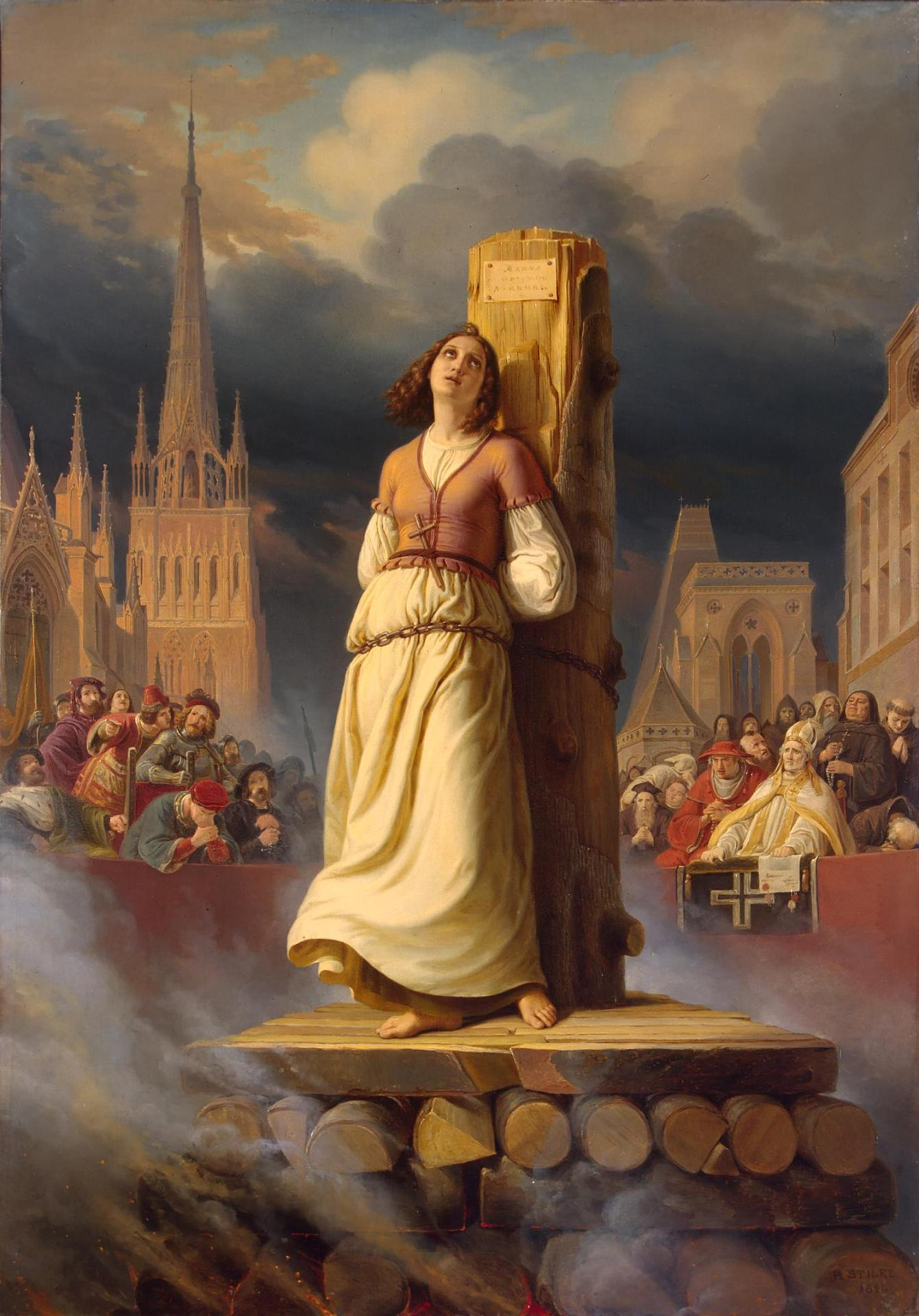
Сожжение Жанны

Однако кажется неправдоподобным, чтобы Жанну с раннего детства готовили к роли спасительницы Франции. Сторонники академической версии указывают на то, что родные Карла VII не могли знать о том, что ребёнок, «отосланный в Домреми», со временем станет исполнителем важной миссии. Они напоминают, что Жанне чинили препятствия в её поездке ко двору местные власти, что сами возможные участники «заговора» постоянно меняли свои политические предпочтения, заключали союзы с бургундцами и англичанами, а Иоланда Арагонская в 1419—1422 годах жила в Провансе и маловероятно, что она руководила «инсценировкой», находясь так далеко. Полнейшее равнодушие Карла VII и его приближённых к судьбе Жанны после того, как она была захвачена в плен, отсутствие с их стороны попыток спасти её также говорят против версии о родстве Жанны с королём.

### Плен и казнь

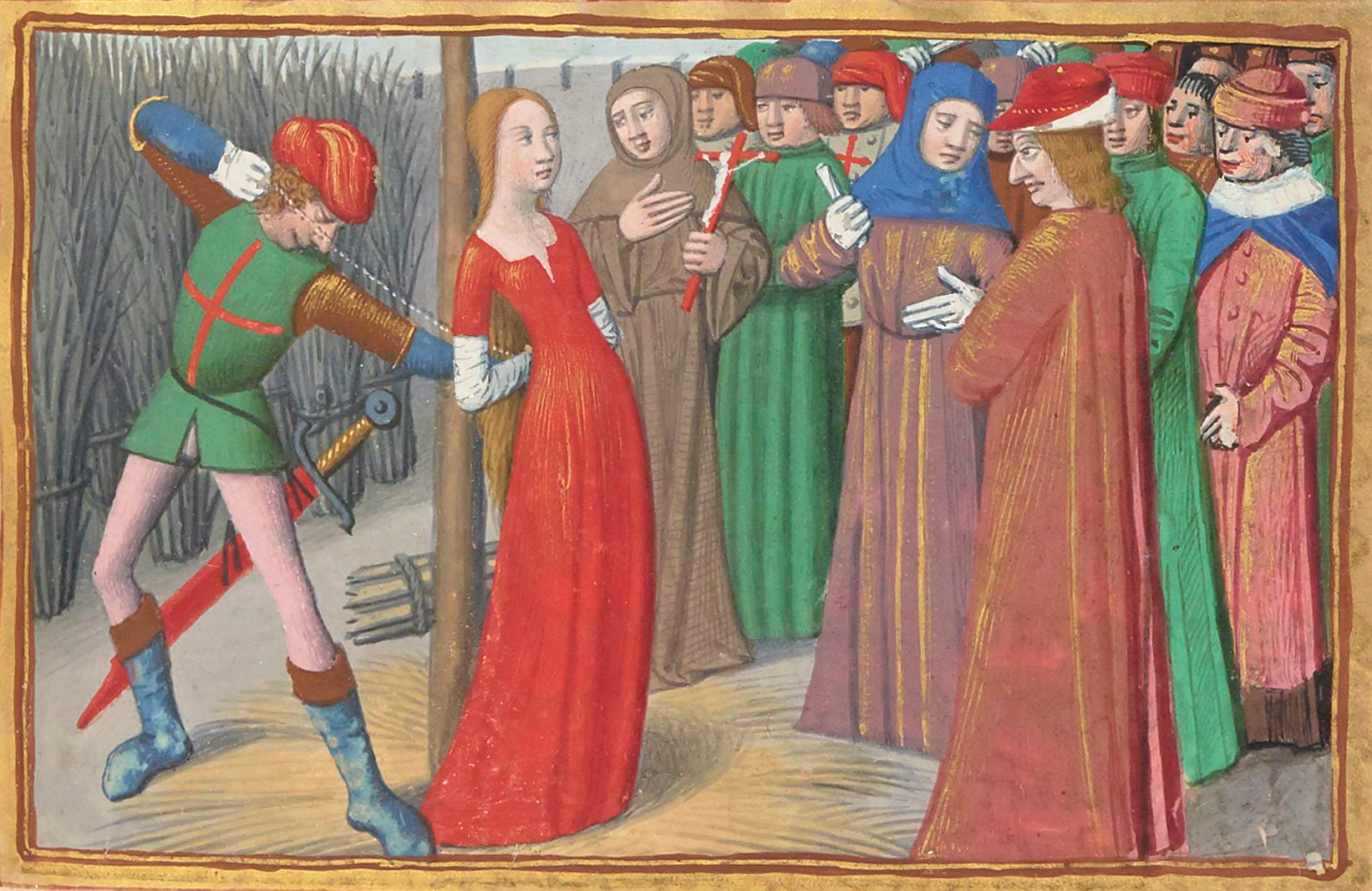
Жанну привязывают к столбу. На миниатюре она изображена с открытым лицом. Страница из Vigiles du roi Charles VII

Судя по сохранившимся протоколам руанского судилища, Жанна в одиночку и весьма успешно противостояла нескольким теологам, не давая загнать себя в ловушку и обвинить в колдовстве и поклонении идолам.
Известно также, что её не подвергали пытке (как объяснял Кошон, «дабы не дать повода для клеветы на образцово проведённый процесс»). Оказалось, что формального приговора Жанне вынесено не было, это подтвердил на процессе реабилитации помощник руанского бальи Лоран Жерсон. Из присутствовавших на процессе реабилитации членов руанской судейской комиссии, которых удалось разыскать французским судам во время подготовки к реабилитационному процессу 1455—1456 годов, пятеро заявили, что «ничего не видели», трое — что уехали ещё до окончания слушаний, двое сослались на то, что обо всём успели забыть за прошедшие годы.
Если верить «Хронике» Жоржа Шастеллена, осуждённая взошла на костёр с закрытым лицом, или (как иногда интерпретируют этот отрывок) ей косо надвинули на лицо чепчик или митру с изображением чертей.

## Легенды
С Жанной связано также множество легендарных или полулегендарных сведений, представленных в более поздних источниках, чьё соответствие истине уже практически невозможно установить.
Уверяли, что при рождении Девы сами собой запели петухи, и жители Домреми, охваченные радостным возбуждением, спрашивали друг друга, что за чудо произошло сегодня ночью. Сторонники «новой версии» видят здесь намёк на то, что девочка была доставлена в деревню, «традиционалисты» — просто одну из легенд, сложившихся вокруг имени национальной героини.
Также существует версия, что дофин, пытаясь проверить её, приказал представить вместо себя одного из придворных, но Жанна, немедленно разоблачив обман, обратилась непосредственно к дофину.
По донесению доминиканского монаха брата Изамбара, руанский палач Жоффруа Терраж после совершения казни якобы пришёл к нему на исповедь и рассказывал, что, разбирая костёр после казни, нашёл в нём нетронутое огнём сердце, причём все дальнейшие попытки его уничтожить так ни к чему не привели. Сердце, по его словам, Терраж выбросил, как ему и было приказано, в Сену, а потом отправился покаяться в том, что «уничтожил святую».

## Гипотеза сюрвивистов

### Чудесное спасение
Известны также версии, согласно которым Жанна вообще не была сожжена на костре. Отсутствие протокола о казни в архивах Нижней Сены и Руанского архиепископства объясняется некоторыми исследователями тем, что казнь так и не была совершена.
Согласно одной из гипотез, Жанна, проведя около четырёх лет в заточении, вернулась к королевскому двору и вновь получила под командование войска. Спустя некоторое время она вышла замуж за некоего Робера дез Армуаза. Вторая версия утверждает, что сожжение на костре имело место, но сожжена была другая женщина, тогда как Жанну д’Арк умертвили тайно с помощью яда, а тело спустили в Сену. Англичане не решались казнить Жанну публично, так как опасались возможного чуда во время казни. Попыток отравить её было две — после первой Жанна выжила, а вторая достигла своей цели. Чтобы никто не смог разоблачить подмену, голову женщины, казнённой вместо Жанны, накрыли бумажным колпаком, её окружали 120 (по другим сведениям — 800) солдат, толпу зрителей оттеснили на край площади Сенного рынка, костёр был частично загорожен деревянным щитом, на котором был написан приговор.
Однако эта теория также предполагает повальное лжесвидетельство на оправдательном процессе, где показания после клятвы на Евангелии дало множество свидетелей, в том числе нуайонский епископ. Упоминания о казни Жанны есть и в документах той эпохи, например, в «Дневнике парижского горожанина». Изабелла Роме в 1456 году ходатайствовала об аннуляции приговора 1431 года, вынесенного дочери, которая была сожжена англичанами. Да и сам папа Каликст III, вынесший решение об оправдании, был бы в таком случае виновен в клятвопреступлении.
Согласно легенде, на месте казни было обнаружено сердце, которое не сгорело. Робер Амбелен, считающий, что вместо Жанны казнили другую женщину, предполагал, что ей дали наркотическое средство, и ссылался на сообщение Светония в «Жизни двенадцати Цезарей», что существовал яд, который делал сердце несгораемым, что с точки зрения современной науки немыслимо.
Объяснение того, что англичане отпустили свою добычу, Пьер де Сермуаз видит в том, что Анна Бургундская, супруга главнокомандующего, также состояла в третьем францисканском ордене и якобы могла договориться с королевой Иоландой, а через неё — с Карлом VII о возможных уступках, которые будут сделаны. К тому же зять губернатора Руана пребывал в то время в плену у французов, и Карл открыто грозил расправиться с пленником, если Жанна будет казнена.

## Лже-Жанны
Несомненно, подвиг Жанны, её плен и казнь, вызвавшие шок во всей стране, должны были непременно привести к слухам о «подмене» и о «чудесном спасении», и соответственно — к появлению самозванок, выдающих себя за Деву Франции.
Действительно, в 1452 году некая женщина, имя которой история не сохранила, появилась в Анжу и попыталась выдать себя за Жанну д’Арк, соблазнив деньгами и обильным угощением двух кузенов подлинной Жанны, которые должны были свидетельствовать в её пользу. Впрочем, эта авантюра закончилась практически немедленно.
Ещё одну попытку предприняла некая Жанна Феррон (фр. Jeanne la Férron), зарабатывавшая на жизнь ярмарочными фокусами. Она появилась в Мане и попыталась убедить толпу, что является Жанной, «чудом спасшейся» от костра, но при том, как оказалось, совершенно не умела держаться в седле, поэтому подверглась осмеянию. По приказу епископа города её выставили к позорному столбу, а в дальнейшем её следы окончательно теряются.
О ещё одной самозванке, Жанне де Сермез, также известно немного. Считается, что, переодевшись в мужской костюм, она принимала участие в боях и затем попыталась выдать себя за «спасшуюся Жанну». В наказание она была на три года заключена в тюрьму в Сомюре и выпущена оттуда в 1458 году с наставлением одеваться «пристойно» и раз и навсегда оставить мысль о самозванстве. Сохранилась грамота о прощении, дарованная ей герцогом Рене.
И, наконец, последняя самозванка появилась в Кёльне в 1473 году, публично заявляя, что явилась с миссией доставить епископское кресло Олдарику Мандеше. Девица была признана сумасшедшей, и только это спасло её от костра.

### Жанна дез Армуаз
Самой известной из «Лже-Жанн» была Жанна дез Армуаз. Она появилась в 1436 году в местечке Гранд-оз-Орм, где попыталась отыскать обоих братьев подлинной Жанны, что ей вскоре удалось. О её появлении сообщается в хронике декана собора Сен-Тибо в Меце. Филипп Виньел (начало XVI в.) так пишет о появлении «Девы Жанны»: 
В воскресенье 20-го дня мая 1436 года девица по имени Клод, носившая женскую одежду, была объявлена Девой Жанной и была обнаружена в месте близ Меца, называемом Гранд-оз-Орм, и там были два брата упомянутой Жанны, удостоверившие, что это была она.
В их сопровождении «воскресшая Жанна» (впрочем, называвшая себя «Клод», что дало некоторым историкам повод предполагать, что таково было её настоящее имя) отправилась в Мец, где её появление произвело фурор, затем в Марвиль и Арлон, ко двору герцогини люксембургской. Позднее, в Кёльне, она попыталась вмешаться в местные политические распри, требуя именем Бога выбрать трирским епископом графа Ульриха Вюртембергского, чем привлекла внимание местного инквизитора Генриха Калтайзена. Калтайзен приказал «Жанне дю Лис» явиться к нему на допрос по подозрению в колдовстве и ереси. Жанна предпочла не искушать судьбу и спешно вернулась в Арлон.
В осенью 1436 года она вышла замуж за сеньора Робера дез Армуаза, вассала герцогини люксембургской. Супруги вскоре после свадьбы уехали в Мец. В этом браке Жанна дез Армуаз родила двух сыновей.
Через посредство обоих братьев она установила переписку с жителями Орлеана, бывшими в полном смятении касательно вопроса, стоит ли верить «спасению» Жанны, и королём Карлом, который, впрочем, не спешил отвечать на её письма.

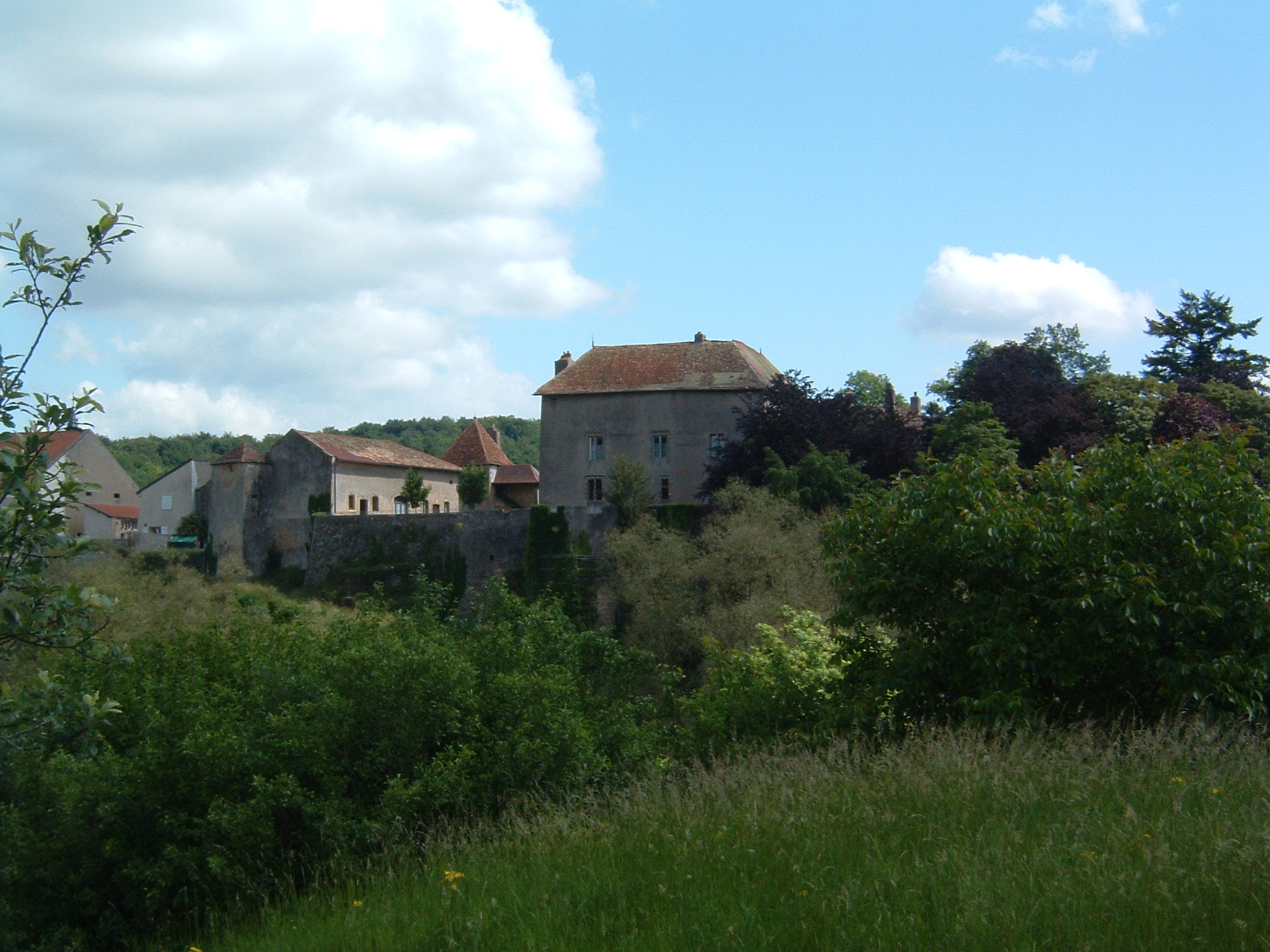
Шато де Жолни — дом рода дез Армуаз

В 1439 году она лично посетила Орлеан и была восторженно принята в городе, в честь неё давались пышные балы и обеды, также из городской казны «Деве Жанне» было выдано 210 ливров (достаточно большая сумма по тем временам) за «добрую службу, оказанную названному городу во время осады». Позднее такая же пышная встреча ждала её в Туре, однако при попытке посетить Париж Жанна дез Армуаз была арестована по приказу парижского парламента и после допроса признана самозванкой.
По якобы данным ею показаниям (подлинные документы не сохранились и известны лишь по пересказам) было установлено, что переодевшись в костюм солдата, она ездила в Италию к папе Евгению испрашивать прощение за побои, нанесённые родителям, и затем служила как солдат в папской армии, что якобы и навело её на мысль выдать себя за Жанну д’Арк.
Как самозванка Жанна дез Армуаз была выставлена к позорному столбу, затем вернулась к мужу. Умерла она, по разным сведениям, в период между 1446 и 1449 годами. (Жерар Песм, придерживавшийся версии, что Жанна дез Армуаз и есть настоящая Орлеанская Девственница, предполагал, что она умерла в 1449 году, так как в счетах города Орлеана, выплачивавшего пенсию Изабелле де Вутон, появляется запись: «мать покойной Девственницы»). Есть версия, что она пережила Робера дез Армуаза и была ещё раз замужем за неким Жаном Луийе, получила прощение в 1457 году за то, что выдавала себя за Орлеанскую девственницу — впрочем, некоторые исследователи полагают, что в этом случае речь скорее идёт о другой женщине — Жанне де Сермез.
Вопрос, была ли Жанна дез Армуаз действительно спасшейся «девой Франции», до сих пор служит предметом оживлённых дискуссий. Представителями академической науки вероятность того, что Жанна дез Армуаз была спасшейся Жанной д’Арк, однозначно отвергается. Подробно вопрос о «второй Жанне» рассмотрен в книге Я. Грандо «Поруганная Жанна» (с предисловием Режин Перну), последовательно опровергнувшего гипотезы «парадоксалистов» на основании тщательного анализа источников.
А. Левандовский пишет:
Славная когорта парадоксалистов дружно заявляет, что Жанна д’Арк и самозванка, подлинное имя которой было Клод, — одно лицо! Доказательства? По-прежнему никаких. И какие же здесь могут быть доказательства, если вся деятельность самозванки, её алчность, склонность к интриге, приверженность к удовольствиям стола и постели — всё это в корне противоречит облику подлинной Девы, известной нам по документам. Наконец, уже говорилось, что самозванка была разоблачена и, сверх того, во всём призналась сама. Но какое дело до этого «крушителям традиций»?
На Орлеанском форуме 1979 года, организованном центром Жанны д’Арк в Орлеане, ведущие историки из различных стран, занимающиеся историей Столетней войны, единодушно отвергли «новации псевдоисториков», как были названы альтернативные теории, касающиеся Жанны д’Арк.

## Комментарии
1. ↑  О связи Изабеллы с герцогом Орлеанским нет никаких современных свидетельств. Впервые о ней говорит Брантом, писатель XVI века[5].
2. ↑  «Домреми был леном сеньоров де Бурлемон, связанных с Орлеанским домом»[16].

Герб Жанны д’Арк, пожалованный ей королём

3. ↑  Описание герба: «Щит с лазурным полем, в котором две золотые лилии и серебряный меч с золотым эфесом остриём вверх, увенчанный золотой короной»[24], которым наделил Карл VII 2 июня 1429 года лично Жанну Девственницу[25].
4. ↑  Хотя можно утверждать, что и последние два события свершились не без помощи Жанны[34].
5. ↑  Кому именно принадлежал этот меч, неясно: в старых работах его объявляют мечом Карла Мартелла, победителя арабов при Пуатье (маловероятно, что это вклад самого Карла Мартелла, так как культ св. Екатерины распространился лишь в IX в.)[37] в более поздних (например, сторонник «неортодоксальной версии» М. Лами (Lamy M. Jeanne d'Arc… p. 316—318)) предполагают, что речь шла о мече Бертрана дю Геклена, военачальника Карла V Мудрого, который завещал его герцогу Людовику Орлеанскому. После убийства герцога Валентина Висконти, его вдова, якобы вручила его Клинье де Бребану, дворянину, служившему дому Орлеанов
[38]. Но в любом случае эти гипотезы не имеют документальных подтверждений[39].
6. ↑  Она была первой, кто принял Жанну в Шиноне.
7. ↑  Жанна отправилась к королевскому двору 23 февраля.[44].
8. ↑  В рукописи Пьера Кошона, хранящейся в библиотеке Национального собрания, приговор Жанне звучит так: «…мы, судьи, чтобы ты могла предаться спасительному покаянию, со всем нашим милосердием и умеренностью осуждаем тебя окончательно и бесповоротно на вечную тюрьму — на эти слова обращает внимание Амбелен»[50].
9. ↑  За период с 1430 по 1432 год в наличии «отчёты о казни пяти колдуний, счета за дрова на костёр, за работу палача и его помощника. Колдуний звали Аликс ла Русс, Катрин ла Ферте, Жанна ла Тюркенн, Жанна Ваннериль и Жанна ла Гийоре. Как видим, ни слова не сказано о Жанне Девственнице, или о Жанне д’Арк, или о Жанне из Лиса»[51].